# Johannes Helm (Psychologe)
Johannes Helm (* 10. März 1927 in Schlawa, Kreis Freystadt i. Niederschles., Provinz Niederschlesien) ist ein deutscher Psychologe, Maler und Schriftsteller. Er war Professor für Klinische Psychologie an der Humboldt-Universität zu Berlin und ein Schüler von Kurt Gottschaldt.

## Wirken

### Psychologe
Er ist der Sohn von Paul Helm, dem langjährigen Bürgermeister von Bobersberg. Helms Forschungsschwerpunkt war zuerst die Persönlichkeitspsychologie in der gestalttheoretischen Orientierung seines Lehrers Gottschaldt. Vor allem auf seine Arbeiten über die Rolle der Affekte beim Denk-Handeln wird bis heute in der wissenschaftlichen Literatur Bezug genommen. Später war Helm maßgeblich am Aufbau einer international orientierten Klinischen Psychologie in der DDR beteiligt. 
Helm hat gemeinsam mit Inge Frohburg die Konzepte der Gesprächspsychotherapie weiterentwickelt, in der DDR therapeutisch anwendungsreif gemacht und entsprechende Aus- und Weiterbildungsprogramme entwickelt. Die Ausbildung begann bereits im Studium der Klinischen Psychologie. Dies war in der DDR das vorherrschende Therapieverfahren, die Finanzierung erfolgte über die Sozialversicherung, das Angebot erfolgte stationär wie ambulant.
Dabei bestanden vom Ende der 1960er Jahre an enge Kontakte zu Reinhard und Anne-Marie Tausch, welche die Gesprächspsychotherapie in der BRD einführten. Um die ostdeutschen Forscher zu unterstützen, wurden Tonbandaufnahmen von Psychotherapiesitzungen in die DDR geschmuggelt. Auf einem internationalen Psychologen-Kongress musste ein Film über Gruppenpsychotherapie erzwungenermaßen zweimal gezeigt werden, das zweite Mal in Leipzigs vollbesetztem größtem Kino morgens um 6 Uhr. Die in der DDR ausgebildeten Gesprächstherapeuten erhofften sich wegen der großen Übereinstimmung der Ausbildung und Praxis nach der Wende zwar eine "bedingungslose" Anerkennung ihrer Ausbildung, man einigte sich mit der GwG auf Sonderregelungen und Nachqualifizierungsseminare. 207 Therapeuten und 18 Ausbilder nutzten dies.

### Maler
Neben der Psychologie hat Helm die Malerei zunächst als Hobby betrieben, jedoch später zur Haupttätigkeit entwickelt. Die Phasen dieser Entwicklung sind in seinem Buch Malgründe beschrieben. In den 1980er Jahren beendete er seine Tätigkeit als Professor vorzeitig und widmete sich seitdem nur noch der Malerei. Seinen Stil bezeichnet er selbst als „naive Malerei“ und von Albert Ebert beeinflusst. Gemeinsam mit seiner Frau Helga lebt er in der Künstlerkolonie Drispeth (Alt-Meteln), wohin er sich bereits in den 1970er Jahren orientiert hatte (damals gemeinsam mit Christa und Gerhard Wolf, Joachim Seyppel, Werner Lindemann, Daniela Dahn, Joochen Laabs, Klaus B. Schröder, Wolf Spillner, Detlef Kempgens und dem Initiatoren Thomas Nicolaou). Dort bildeten sie eine Gemeinschaft, die in Christa Wolfs Buch Sommerstück gut beschrieben wird.
In seinem Buch Tanz auf der Ruine versucht er – zum Teil in Andeutungen und möglicherweise nur verständlich für die Personen, die in seinem Umfeld gelebt haben – den Wissenschafts- und Kulturbetrieb der DDR zu karikieren.

## Privates
Helm ist seit 1976 in zweiter Ehe mit der Schriftstellerin und Psychologin Helga Schubert verheiratet. Sie leben seit 2008 in Neu Meteln bei Schwerin – auch bekannt als Künstlerkolonie Drispeth. Helm hat drei Kinder; Schubert eins.

### Wichtigste Werke Psychologie
- Johannes Helm: Über den Einfluß affektiver Konfliktspannungen auf das Denkhandeln. In: Zeitschrift für Psychologie. Band 157, 1954, S. 23–105.
- Johannes Helm: Über die Wirkung von Erfolgsserien auf das Denkhandeln und die Leistung. In: Zeitschrift für Psychologie. Band 162, 1958, S. 3–114.
- Johannes Helm: Über Gestalttheorie und Persönlichkeitstheorie. In: Philipp Lersch und Hans Thomae (Hrsg.): Persönlichkeitsforschung und Persönlichkeitstheorie (= Handbuch für Psychologie, Band 4). Verlag für Psychologie, Göttingen 1960, S. 357–390.
- Johannes Helm (Hrsg.): Psychotherapieforschung. Fragen, Versuche, Fakten. Unter Mitarbeit von Inge Frohburg. 2. Auflage, Deutscher Verlag der Wissenschaften, Berlin 1972.
- Johannes Helm, Edith Kasielke, Jürgen Mehl: Neurosendiagnostik. Beiträge zur Entwicklung klinisch-psychologische Methoden. VEB DVW, Berlin 1974
- Johannes Helm, Hans-Dieter Rösler, Hans Szewczyk (Hrsg.): Klinisch-psychologische Forschungen – Ergebnisse und Tendenzen. Verlag der Wissenschaften, Berlin 1976
- Johannes Helm: Gesprächspsychotherapie. Forschung – Praxis – Ausbildung. VEB Deutscher Verlag der Wissenschaften, Berlin 1978

### Varia
- Johannes Helm: Malgründe. Aufbau-Verlag, Berlin und Weimar 1978.
- Johannes Helm: Ellis Himmel. Kinderbuchverlag, Berlin 1981.
- Johannes Helm: Seh ich Raben, ruf ich, Brüder. Bilder und Gedichte. Stock & Stein Verlag, Schwerin 1996.
- Johannes Helm: Gegenwelten. Mit Beiträgen von Ralph Giordano, Helga Schütz, Jürgen Borchert, Ulrich Schacht und Helga Schubert. Stock & Stein Verlag, Schwerin 2001.
- Johannes Helm: Tanz auf der Ruine. Szenen aus einem vergangenen Land.. dissertation.de – Verlag im Internet, Berlin 2007.

### Biographisches über Helm
- Helga Schubert: Der heutige Tag : Ein Stundenbuch der Liebe,  Deutscher Taschenbuch Verlag, München 2023, ISBN 978-3-423-28319-9

## Ausstellungen
- Unter dem Titel "Johannes Helm - Menschenkenner. Träumer. Künstler." präsentierte die Lilienthaler Kunststiftung 2023/2024 mehr als 70 Gemälde des Malers. https://www.weser-kurier.de/landkreis-osterholz/gemeinde-lilienthal/lilienthaler-kunststiftung-zeigt-bilder-von-johannes-helm-doc7sjeojfjw1l4b8m1hog